# Liste des épisodes de Sword Art Online

Cet article est un complément de l’article sur le light novel Sword Art Online. Il contient la liste des épisodes de l'adaptation en série télévisée d'animation répartie en saisons.

## Saison 1:Sword Art Online

### ArcAincrad
| No | Titre en anglais                    | Titre original                      | Date de 1re diffusion |
| --- | ----------------------------------- | ----------------------------------- | --------------------- |
| 1 | Le Monde de l'épée                  | 剣の世界 Ken no sekai               | 8 juillet 2012        |
| [Light Novel Vol.1 : Chapitres 2 & 3]                                                                          |                                     |                                     |                       |
| 2 | Beater                              | ビーター Bītā                       | 15 juillet 2012       |
| [Light Novel Vol.1 : Chapitre 4/Light Novel Sword Art Online Progressive Vol.1 : Aria d'une nuit sans étoiles] |                                     |                                     |                       |
| 3 | Le renne au nez rouge               | 赤鼻のトナカイ Akahana no Tonakai   | 22 juillet 2012       |
| [Light Novel Vol.2 : Le Renne au nez rouge]                                                                    |                                     |                                     |                       |
| 4 | L'Épéiste noir                      | 黒の剣士 Kuro no kenshi             | 29 juillet 2012       |
| [Light Novel Vol.2 : L'Épéiste noir]                                                                           |                                     |                                     |                       |
| 5 | Incident interne                    | 圏内事件 Kennai jiken               | 5 août 2012           |
| [Light Novel Vol.8 : Incident à l'intérieur de la zone de Prévention des Crimes - Chapitres 1 à 6]             |                                     |                                     |                       |
| 6 | Le Fantôme vengeur                  | 幻の復讐者 Maboroshi no fukushū-sha | 12 août 2012          |
| [Light Novel Vol.8 : Incident à l'intérieur de la zone de Prévention des Crimes - Chapitres 7 à 12]            |                                     |                                     |                       |
| 7 | La Température du cœur              | 心の温度 Kokoro no ondo             | 19 août 2012          |
| [Light Novel Vol.2 : La Température du cœur]                                                                   |                                     |                                     |                       |
| 8 | La Danse de l'épée noire et blanche | 黒と白の剣舞 Kuro to shiro no kenbu | 26 août 2012          |
| [Light Novel Vol.1 : Chapitres 1 & 5 à 9]                                                                      |                                     |                                     |                       |
| 9 | Le Démon aux yeux azur              | 青眼の悪魔 Seigan no akuma          | 2 septembre 2012      |
| [Light Novel Vol.1 : Chapitres 10 à 12]                                                                        |                                     |                                     |                       |
| 10 | Intentions meurtrières rouge sang   | 紅の殺意 Kurenai no satsui          | 9 septembre 2012      |
| [Light Novel Vol.1 : Chapitres 12 à 16]                                                                        |                                     |                                     |                       |
| 11 | La jeune fille de la rosée du matin | 朝露の少女 Asatsuyu no Shōjo        | 16 septembre 2012     |
| [Light Novel Vol.1 : Chapitre 17/Light Novel Vol.2 : La Jeune Fille des brumes matinales - Chapitres 1 & 2]    |                                     |                                     |                       |
| 12 | Le Cœur de Yui                      | ユイの心 Yui no kokoro              | 23 septembre 2012     |
| [Light Novel Vol.2 : La Jeune Fille des brumes matinales - Chapitres 3 & 4]                                    |                                     |                                     |                       |
| 13 | Les Abîmes de l'Enfer               | 奈落の淵 Naraku no fuchi            | 30 septembre 2012     |
| [Light Novel Vol.1 : Chapitres 18 à 21]                                                                        |                                     |                                     |                       |
| 14 | La Fin du monde                     | 世界の終焉 Sekai no shūen           | 7 octobre 2012        |
| [Light Novel Vol.1 : Chapitres 22 à 25]                                                                        |                                     |                                     |                       |

### ArcFairy Dance
| No                                          | Titre en français       | Titre original                             | Date de 1re diffusion |
| ------------------------------------------- | ----------------------- | ------------------------------------------ | --------------------- |
| 15                                          | Le Retour au monde réel | 帰還 Kikan                                 | 14 octobre 2012       |
| [Light Novel Vol.3 : Prologue + Chapitre 1] |                         |                                            |                       |
| 16                                          | Le Monde des fées       | 妖精たちの国 Yōsei-tachi no kuni           | 21 octobre 2012       |
| [Light Novel Vol.3 : Chapitres 1 & 2]       |                         |                                            |                       |
| 17                                          | La Reine prisonnière    | 囚われの女王 Toraware no Joō               | 28 octobre 2012       |
| [Light Novel Vol.3 : Chapitres 2 & 3]       |                         |                                            |                       |
| 18                                          | Vers l'Arbre du Monde   | 世界樹へ Sekaiju e                         | 4 novembre 2012       |
| [Light Novel Vol.3 : Chapitres 3 & 4]       |                         |                                            |                       |
| 19                                          | Ruger Corridor          | ルグルー回廊 Rugurū kairō                  | 11 novembre 2012      |
| [Light Novel Vol.3 : Chapitre 4]            |                         |                                            |                       |
| 20                                          | Le Général flamboyant   | 猛炎の将 Mōen no shō                       | 18 novembre 2012      |
| [Light Novel Vol.3 : Chapitre 4]            |                         |                                            |                       |
| 21                                          | La vérité sur Alfheim   | アルヴヘイムの真実 Aruvuheimu no shinjitsu | 25 novembre 2012      |
| [Light Novel Vol.4 : Chapitres 6 & 7]       |                         |                                            |                       |
| 22                                          | La Grande Quête         | グランド・クエスト Gurando Kuesuto         | 2 décembre 2012       |
| [Light Novel Vol.4 : Chapitre 7]            |                         |                                            |                       |
| 23                                          | Le Lien                 | 絆 Kizuna                                  | 9 décembre 2012       |
| [Light Novel Vol.4 : Chapitres 7 & 8]       |                         |                                            |                       |
| 24                                          | Le Briseur de Métal     | 鍍金の勇者 Mekki no yūsha                  | 16 décembre 2012      |
| [Light Novel Vol.4 : Chapitre 8]            |                         |                                            |                       |
| 25                                          | La Graine du monde      | 世界の種子 Sekai no shushi                 | 23 décembre 2012      |
| [Light Novel Vol.4 : Chapitres 8 & 9]       |                         |                                            |                       |

## Sword Art Online Extra Edition
| No | Titre en français              | Titre original                                                       | Date de 1re diffusion |
| --- | ------------------------------ | -------------------------------------------------------------------- | --------------------- |
| Extra | Sword Art Online Extra Edition | ソードアート・オンライン Extra Edition Sōdo Āto Onrain Extra Edition | 31 décembre 2013      |
| Épisode spécial découpé en 2 parties, l'une récapitulant les évènements de la première saison, l'autre narrant une histoire originale écrite par l'auteur |                                |                                                                      |                       |

## Saison 2:Sword Art Online II

### ArcPhantom Bullet
| No                                                                              | Titre en français         | Titre original                                | Date de 1re diffusion |
| ------------------------------------------------------------------------------- | ------------------------- | --------------------------------------------- | --------------------- |
| 1                                                                               | Un monde de pistolets     | 銃の世界 Jū no sekai                          | 5 juillet 2014        |
| [Light Novel Vol.5 : Prologue + Chapitres 1 & 2]                                |                           |                                               |                       |
| 2                                                                               | Le Sniper de glace        | 氷の狙撃手 Kōri no Sogeki Shu                 | 12 juillet 2014       |
| [Light Novel Vol.5 : Chapitre 3]                                                |                           |                                               |                       |
| 3                                                                               | Le Souvenir du sang frais | 鮮血の記憶 Senketsu no kioku                  | 19 juillet 2014       |
| [Light Novel Vol.5 : Chapitres 4 à 6]                                           |                           |                                               |                       |
| 4                                                                               | Gun Gale Online           | GGO                                           | 26 juillet 2014       |
| [Light Novel Vol.5 : Chapitre 6]                                                |                           |                                               |                       |
| 5                                                                               | Le Pistolet et l'Épée     | 銃と剣 Jū to ken                              | 2 août 2014           |
| [Light Novel Vol.5 : Chapitre 6]                                                |                           |                                               |                       |
| 6                                                                               | Duel dans le désert       | 曠野の決闘 Kōya no kettō                      | 9 août 2014           |
| [Light Novel Vol.5 : Chapitre 6 & 7]                                            |                           |                                               |                       |
| 7                                                                               | Souvenirs écarlates       | 紅の記憶 Kurenai no kioku                     | 16 août 2014          |
| [Light Novel Vol.6 : Chapitres 8 à 10]                                          |                           |                                               |                       |
| 8                                                                               | Bullet of Bullets         | バレット・オブ・バレッツ Baretto Obu Barettsu | 23 août 2014          |
| [Light Novel Vol.6 : Chapitres 10 & 11]                                         |                           |                                               |                       |
| 9                                                                               | Death Gun                 | デス・ガン Desu Gan                           | 30 août 2014          |
| [Light Novel Vol.6 : Chapitres 11 à 13]                                         |                           |                                               |                       |
| 10                                                                              | Poursuivant mortel        | 死の追撃者 Shi no tsuigeki sha                | 6 septembre 2014      |
| [Light Novel Vol.6 : Chapitre 13]                                               |                           |                                               |                       |
| 11                                                                              | Ce qu'est la force        | 強さの意味 Tsuyosa no imi                     | 13 septembre 2014     |
| [Light Novel Vol.6 : Chapitres 13 & 14]                                         |                           |                                               |                       |
| 12                                                                              | Balle Légendaire          | 幻の銃強 Maboroshi no jū kyō                  | 20 septembre 2014     |
| [Light Novel Vol.6 : Chapitres 13 & 15]                                         |                           |                                               |                       |
| 13                                                                              | Phantom Bullet            | ファントム・バレット Fantomu Baretto          | 27 septembre 2014     |
| [Light Novel Vol.6 : Chapitres 15 & 16]                                         |                           |                                               |                       |
| 14                                                                              | Un petit pas              | 小さな一歩 Chisana ippo                       | 4 octobre 2014        |
| [Light Novel Vol.6 : Chapitres 16 & 17]                                         |                           |                                               |                       |
| 14.5                                                                            | Débriefing                | Debriefing                                    | 11 octobre 2014       |
| Récapitulatif des 14 premiers épisodes de la seconde saison de Sword Art Online |                           |                                               |                       |

### ArcCalibur
| No                                              | Titre en français | Titre original                | Date de 1re diffusion |
| ----------------------------------------------- | ----------------- | ----------------------------- | --------------------- |
| 15                                              | La Reine du Lac   | 湖の女王 Mizūmi no joō        | 18 octobre 2014       |
| [Light Novel Vol.8 : Calibur - Chapitres 1 & 2] |                   |                               |                       |
| 16                                              | Le Roi des géants | 巨人の王 Kyojin no ō          | 25 octobre 2014       |
| [Light Novel Vol.8 : Calibur - Chapitres 3 & 4] |                   |                               |                       |
| 17                                              | Excalibur         | エクスキャリバー Ekusukyaribā | 1er novembre 2014     |
| [Light Novel Vol.8 : Calibur - Chapitres 4 à 6] |                   |                               |                       |

### ArcMother's Rosario
| No                                          | Titre en français        | Titre original                        | Date de 1re diffusion |
| ------------------------------------------- | ------------------------ | ------------------------------------- | --------------------- |
| 18                                          | La maison dans la forêt  | 森の家 Mori no ie                     | 8 novembre 2014       |
| [Light Novel Vol.7 : Prologue + Chapitre 1] |                          |                                       |                       |
| 19                                          | L'Épée Absolue           | 絶剣 Zekken                           | 15 novembre 2014      |
| [Light Novel Vol.7 : Chapitres 1 à 3]       |                          |                                       |                       |
| 20                                          | Sleeping Knights         | スリーピング・ナイツ Surīpingu Naitsu | 22 novembre 2014      |
| [Light Novel Vol.7 : Chapitres 3 à 6]       |                          |                                       |                       |
| 21                                          | Le Monument des Épéistes | 剣士の碑 Kenshi no hi                 | 29 novembre 2014      |
| [Light Novel Vol.7 : Chapitres 6 & 7]       |                          |                                       |                       |
| 22                                          | La fin du voyage         | 旅路の果て Tabiji no hate             | 6 décembre 2014       |
| [Light Novel Vol.7 : Chapitres 8 & 9]       |                          |                                       |                       |
| 23                                          | Le début du rêve         | 夢の始まり Yume no hajimari           | 13 décembre 2014      |
| [Light Novel Vol.7 : Chapitre 10]           |                          |                                       |                       |
| 24                                          | Mother's Rosario         | マザーズ・ロザリオ Mazāzu Rozario     | 20 décembre 2014      |
| [Light Novel Vol.7 : Chapitres 11 & 12]     |                          |                                       |                       |

## Saison 3:Sword Art Online: Alicization

### Alicization Beginning
| No                                                                                              | Titre en français     | Titre original              | Date de 1re diffusion |
| ----------------------------------------------------------------------------------------------- | --------------------- | --------------------------- | --------------------- |
| 1                                                                                               | Underworld            | アンダーワールド Andāwārudo | 7 octobre 2018        |
| [Light Novel Vol.9 : Prologue 1 - Chapitres 1 à 4 + Prologue 2 - Chapitres 1 à 3 + Interlude 1] |                       |                             |                       |
| 2                                                                                               | L'Arbre du démon      | 悪魔の樹 Akuma no ki        | 14 octobre 2018       |
| [Light Novel Vol.9 : Première partie, Underworld - Chapitres 1 à 3]                             |                       |                             |                       |
| 3                                                                                               | Les Massifs lointains | 果ての山脈 Hate no sanmyaku | 21 octobre 2018       |
| [Light Novel Vol.9 : Première partie, Underworld - Chapitres 3 & 4]                             |                       |                             |                       |
| 4                                                                                               | Le Départ             | 旅立ち Tabidachi            | 28 octobre 2018       |
| [Light Novel Vol.9 : Première partie, Underworld - Chapitre 4 & 5]                              |                       |                             |                       |

### Alicization Running
| No | Titre en français      | Titre original                            | Date de 1re diffusion |
| --- | ---------------------- | ----------------------------------------- | --------------------- |
| 5 | Ocean Turtle           | オーシャン・タートル Ōshan Tātoru         | 4 novembre 2018       |
| [Light Novel Vol.10 : Deuxième partie, Projet Alicization - Chapitres 1 & 2]                                                                                             |                        |                                           |                       |
| 6 | Projet Alicization     | アリシゼーション計画 Arishizēshon keikaku | 11 novembre 2018      |
| [Light Novel Vol.10 : Deuxième partie, Projet Alicization - Chapitres 2 & 3]                                                                                             |                        |                                           |                       |
| 7 | L'École de l'épée      | 剣の学び舎 Ken no manabiya                | 18 novembre 2018      |
| [Light Novel Vol.10 : Troisième partie, Académie d'Escrime de Zakkaria - Chapitres 1 à 4 (flashback) + Quatrième partie, Académie Impériale d'Escrime - Chapitres 1 à 5] |                        |                                           |                       |
| 8 | L'Orgueil d'un épéiste | 剣士の矜持 Kenshi no kyōji                | 25 novembre 2018      |
| [Light Novel Vol.10 : Quatrième partie, Académie Impériale d'Escrime - Chapitres 5 & 6 + Interlude 2]                                                                    |                        |                                           |                       |

### Alicization Turning
| No | Titre en français          | Titre original                              | Date de 1re diffusion |
| --- | -------------------------- | ------------------------------------------- | --------------------- |
| 9 | Les Devoirs des nobles     | 貴族の責務 Kizoku no sekimu                 | 2 décembre 2018       |
| [Light Novel Vol.11 : Cinquième partie, Un sceau à l'œil droit - Chapitres 1 à 3]                                                                              |                            |                                             |                       |
| 10 | La Table des Interdits     | 禁忌目録 Kinki mokuroku                     | 9 décembre 2018       |
| [Light Novel Vol.11 : Cinquième partie, Un sceau à l'œil droit - Chapitres 4 & 5]                                                                              |                            |                                             |                       |
| 11 | La Cathédrale centrale     | セントラル・カセドラル Sentoraru Kasedoraru | 16 décembre 2018      |
| [Light Novel Vol.11 : Cinquième partie, Un sceau à l'œil droit - Chapitre 5 + Interlude 3 + Sixième partie, Le Chevalier et ses prisonniers - Chapitres 1 & 2] |                            |                                             |                       |
| 12 | Le Sage de la bibliothèque | 図書室の賢者 Tosho-shitsu no kenja          | 23 décembre 2018      |
| [Light Novel Vol.11 : Sixième partie, Le Chevalier et ses prisonniers - Chapitres 2 & 3]                                                                       |                            |                                             |                       |

### Alicization Rising
| No                                                                                 | Titre en français             | Titre original                          | Date de 1re diffusion |
| ---------------------------------------------------------------------------------- | ----------------------------- | --------------------------------------- | --------------------- |
| 13                                                                                 | La Dirigeante et l'Arbitre    | 支配者と調停者 Shihai-sha to chōtei-sha | 6 janvier 2019        |
| [Light Novel Vol.12 : Septième partie, Les deux administrateurs - Chapitres 1 & 2] |                               |                                         |                       |
| 14                                                                                 | Le Chevalier écarlate         | 紅蓮の騎士 Guren no kishi               | 13 janvier 2019       |
| [Light Novel Vol.12 : Huitième partie, Cathédrale Centrale - Chapitres 1 & 2]      |                               |                                         |                       |
| 15                                                                                 | Le Chevalier du soleil ardent | 烈日の騎士 Retsujitsu no kishi          | 20 janvier 2019       |
| [Light Novel Vol.12 : Huitième partie, Cathédrale Centrale - Chapitre 2]           |                               |                                         |                       |
| 16                                                                                 | Le Chevalier d'Osmanthe       | 金木犀の騎士 Kinmokusei no kishi        | 27 janvier 2019       |
| [Light Novel Vol.12 : Huitième partie, Cathédrale Centrale - Chapitres 2 & 3]      |                               |                                         |                       |

### Alicization Dividing
| No | Titre en français       | Titre original              | Date de 1re diffusion |
| --- | ----------------------- | --------------------------- | --------------------- |
| 17 | La Trêve                | 休戦協定 Kyūsen kyōtei      | 3 février 2019        |
| [Light Novel Vol.13 : Interlude 4 + Neuvième partie, Le Chevalier Intègre Alice - Chapitre 1 + Dixième partie, Bercouli, commandant en chef des Chevaliers - Chapitre 1] |                         |                             |                       |
| 18 | Le Héros légendaire     | 伝説の英雄 Densetsu no eiyū | 10 février 2019       |
| [Light Novel Vol.13 : Dixième partie, Bercouli, commandant en chef des Chevaliers - Chapitre 1 + Onzième partie, Le secret du Sénat - Chapitre 1]                        |                         |                             |                       |
| 18.5 | Réminiscence            | リコレクション Rikorekushon | 17 février 2019       |
| Épisode récapitulatif. |                         |                             |                       |
| 19 | Le Sceau de l'œil droit | 右目の封印 Migime no fūin   | 24 février 2019       |
| [Light Novel Vol.13 : Onzième partie, Le secret du Sénat - Chapitres 1 & 2]                                                                                              |                         |                             |                       |
| 20 | Synthesize              | シンセサイズ Shinsesaizu    | 3 mars 2019           |
| [Light Novel Vol.13 : Onzième partie, Le secret du Sénat - Chapitres 3 & 4]                                                                                              |                         |                             |                       |

### Alicization Uniting
| No | Titre en français | Titre original                            | Date de 1re diffusion |
| --- | ----------------- | ----------------------------------------- | --------------------- |
| 21 | Le 32e Chevalier  | 三十二番目の騎士 San jū ni-banme no kishi | 10 mars 2019          |
| [Light Novel Vol.14 : Prologue + Douzième partie, L'Archevêque Administrator - Chapitres 1 & 2 + Treizième partie, La Confrontation - Chapitre 1] |                   |                                           |                       |
| 22 | Le Géant d'épées  | 剣の巨人 Ken no Kyojin                    | 17 mars 2019          |
| [Light Novel Vol.14 : Treizième partie, La Confrontation - Chapitres 1 à 3]                                                                       |                   |                                           |                       |
| 23 | Administrator     | アドミ二ストレータ Adominisutorēta        | 24 mars 2019          |
| [Light Novel Vol.14 : Treizième partie, La Confrontation - Chapitres 3 à 5]                                                                       |                   |                                           |                       |
| 24 | Mon héros         | ぼくの英雄 Boku no eiyū                   | 31 mars 2019          |
| [Light Novel Vol.14 : Treizième partie, La Confrontation - Chapitres 5 à 7]                                                                       |                   |                                           |                       |

### Reflection
| No                                               | Titre en français | Titre original              | Date de 1re diffusion |
| ------------------------------------------------ | ----------------- | --------------------------- | --------------------- |
| 0(24.5)                                          | Reflection        | リフレクション Rifurekushon | 6 octobre 2019        |
| Récapitulatif de Sword Art Online: Alicization,. |                   |                             |                       |

### Alicization Invading
| No | Titre en français               | Titre original                  | Date de 1re diffusion |
| --- | ------------------------------- | ------------------------------- | --------------------- |
| 1(25) | Dans les terres septentrionales | 北の地にて Kita no chi nite     | 13 octobre 2019       |
| [Light Novel Vol.15 : Quinzième partie, Terres du Nord - Chapitres 1 & 2] |                                 |                                 |                       |
| 2(26) | L'Attaque                       | 襲撃 Shūgeki                    | 20 octobre 2019       |
| [Light Novel Vol.15 : Quinzième partie, Terres du Nord - Chapitres 2 & 3 + Seizième partie, Attaque de l'Ocean Turtle - Chapitre 1]                                                                      |                                 |                                 |                       |
| 3(27) | Le Dernier test de charge       | 最終負荷実験 Saishū fuka jikken | 27 octobre 2019       |
| [Light Novel Vol.15 : Quatorzième partie, Subtilizer, le dérobeur d'âmes - Chapitre 1 + Seizième partie, Attaque de l'Ocean Turtle - Chapitres 2 & 3 + Dix-septième partie, Dark Territory - Chapitre 1] |                                 |                                 |                       |
| 4(28) | Dark Territory                  | ダークテリトリー Dāku Teritorī  | 3 novembre 2019       |
| [Light Novel Vol.15 : Dix-septième partie, Dark Territory - Chapitres 2 & 4] |                                 |                                 |                       |
| 5(29) | La Veille du combat             | 開戦前夜 Kaisen zen'ya          | 10 novembre 2019      |
| [Light Novel Vol.15 : Dix-septième partie, Dark Territory - Chapitres 3, 5, 6 & 8] |                                 |                                 |                       |

### Alicization Exploding
| No | Titre en français           | Titre original                        | Date de 1re diffusion |
| --- | --------------------------- | ------------------------------------- | --------------------- |
| 6(30) | Le Combat des Chevaliers    | 騎士たちの戦い Kishi-tachi no tatakai | 17 novembre 2019      |
| [Light Novel Vol.16 : Dix-huitième partie, La Guerre de l'Underworld - Chapitre 1]                                                                  |                             |                                       |                       |
| 7(31) | Le Sceau des défaits        | 失格者の烙印 Shikkaku-sha no rakuin   | 24 novembre 2019      |
| [Light Novel Vol.16 : Dix-huitième partie, La Guerre de l'Underworld - Chapitres 1 à 3]                                                             |                             |                                       |                       |
| 8(32) | De sang et de vie           | 血と命 Chi to inochi                  | 1er décembre 2019     |
| [Light Novel Vol.16 : Dix-huitième partie, La Guerre de l'Underworld - Chapitres 3 & 4]                                                             |                             |                                       |                       |
| 9(33) | D'épée et de poing          | 剣と拳 Ken to ken                     | 8 décembre 2019       |
| [Light Novel Vol.16 : Dix-huitième partie, La Guerre de l'Underworld - Chapitre 4 + Dix-neuvième partie, La prêtresse de lumière - Chapitres 1 & 2] |                             |                                       |                       |
| 10(34) | La Déesse créatrice, Stacia | 創世神ステイシア Sōsei-shin Suteishia | 15 décembre 2019      |
| [Light Novel Vol.16 : Dix-neuvième partie, La prêtresse de lumière - Chapitres 3 à 5]                                                               |                             |                                       |                       |

### Alicization Awakening
| No | Titre en français | Titre original              | Date de 1re diffusion |
| --- | ----------------- | --------------------------- | --------------------- |
| 11(35) | Choix impitoyable | 非情の選択 Hijō no sentaku  | 22 décembre 2019      |
| [Light Novel Vol.16 : Dix-neuvième partie, La prêtresse de lumière - Chapitres 6 & 7/Light Novel Vol.17 : Vingtième partie, Les différentes batailles - Chapitre 1] |                   |                             |                       |
| 12(36) | Rayon de lumière  | 一筋の光 Hitosuji no hikari | 29 décembre 2019      |
| [Light Novel Vol.17 : Vingtième partie, Les différentes batailles - Chapitres 1 & 2]                                                                                |                   |                             |                       |

| No                                                                 | Titre en français | Titre original           | Date de 1re diffusion |
| ------------------------------------------------------------------ | ----------------- | ------------------------ | --------------------- |
| 12.5(36.5)                                                         | Réminiscence      | レミニセンス Reminisensu | 5 juillet 2020        |
| Récapitulatif de Sword Art Online: Alicization - War of Underworld |                   |                          |                       |

### Alicization Awakening(2epartie)
| No | Titre en français                | Titre original                         | Date de 1re diffusion |
| --- | -------------------------------- | -------------------------------------- | --------------------- |
| 13(37) | La Grande Guerre de l'Underworld | アンダーワールド大戦 Andāwārudo taisen | 12 juillet 2020       |
| [Light Novel Vol.17 : Vingtième partie, Les différentes batailles - Chapitres 2 à 4]                                                      |                                  |                                        |                       |
| 14(38) | Au bout de l'infini              | 無限の果て Mugen no hate               | 19 juillet 2020       |
| [Light Novel Vol.17 : Vingtième partie, Les différentes batailles - Chapitres 4 & 5 + Ving-et-unième partie, Le réveil - Chapitres 1 & 2] |                                  |                                        |                       |
| 15(39) | Agitation                        | 扇動 Sendō                             | 26 juillet 2020       |
| [Light Novel Vol.17 : Vingt-et-unième partie, Le réveil - Chapitres 2 & 3]                                                                |                                  |                                        |                       |
| 16(40) | Code 871                         | コード871 Kōdo hachi nana ichi         | 2 août 2020           |
| [Light Novel Vol.17 : Vingt-et-unième partie, Le réveil - Chapitres 3 & 4]                                                                |                                  |                                        |                       |
| 17(41) | Le Fils du Malin                 | 悪魔の子 Akuma no ko                   | 9 août 2020           |
| [Light Novel Vol.17 : Vingt-et-unième partie, Le réveil - Chapitres 4 & 5]                                                                |                                  |                                        |                       |

### Alicization Lasting
| No | Titre en français       | Titre original            | Date de 1re diffusion |
| --- | ----------------------- | ------------------------- | --------------------- |
| 18(42) | Souvenirs               | 記憶 Kioku                | 16 août 2020          |
| [Light Novel Vol.18 : Vingt-et-unième partie, Le réveil - Chapitres 6 à 8]                                                         |                         |                           |                       |
| 19(43) | L'Éveil                 | 覚醒 Kakusei              | 23 août 2020          |
| [Light Novel Vol.18 : Vingt-et-unième partie, Le réveil - Chapitre 8 + Vingt-deuxième partie, L'ultime Bataille - Chapitres 1 & 2] |                         |                           |                       |
| 20(44) | L'Épée du ciel nocturne | 夜空の剣 Yozora no ken    | 30 août 2020          |
| [Light Novel Vol.18 : Vingt-deuxième partie, L'ultime Bataille - Chapitre 2]                                                       |                         |                           |                       |
| 21(45) | Par-delà le temps       | 時の彼方 Toki no kanata   | 6 septembre 2020      |
| [Light Novel Vol.18 : Vingt-troisième partie, Le retour - Chapitres 1 à 3]                                                         |                         |                           |                       |
| 22(46) | Alice                   | アリス Arisu              | 13 septembre 2020     |
| [Light Novel Vol.18 : Épilogue - Chapitres 2 à 7]                                                                                  |                         |                           |                       |
| 23(47) | New World               | ニューワールド Nyū Wārudo | 20 septembre 2020     |
| [Light Novel Vol.18 : Épilogue - Chapitres 1, 7 & 8 + Prologue 3]                                                                  |                         |                           |                       |

## Sword Art Offline
Sword Art Offline (そーどあーと・おふらいん, Sōdo Āto Ofurain) est une série d'épisodes bonus court disponible avec les DVD et Blu-ray japonais des différentes saisons.

### Sword Art Offline(OAV)
| No | Titre en français   | Titre original                                | Date de 1re diffusion |
| -- | ------------------- | --------------------------------------------- | --------------------- |
| 1  | Sword Art Offline 1 | そーどあーと・おふらいん 1 Sōdo Āto Ofurain 1 | 26 octobre 2012       |
| 2  | Sword Art Offline 2 | そーどあーと・おふらいん 2 Sōdo Āto Ofurain 2 | 3 décembre 2012       |
| 3  | Sword Art Offline 3 | そーどあーと・おふらいん 3 Sōdo Āto Ofurain 3 | 26 décembre 2012      |
| 4  | Sword Art Offline 4 | そーどあーと・おふらいん 4 Sōdo Āto Ofurain 4 | 23 janvier 2013       |
| 5  | Sword Art Offline 5 | そーどあーと・おふらいん 5 Sōdo Āto Ofurain 5 | 27 février 2013       |
| 6  | Sword Art Offline 6 | そーどあーと・おふらいん 6 Sōdo Āto Ofurain 6 | 27 mars 2013          |
| 7  | Sword Art Offline 7 | そーどあーと・おふらいん 7 Sōdo Āto Ofurain 7 | 24 avril 2013         |
| 8  | Sword Art Offline 8 | そーどあーと・おふらいん 8 Sōdo Āto Ofurain 8 | 22 mai 2013           |
| 9  | Sword Art Offline 9 | そーどあーと・おふらいん 9 Sōdo Āto Ofurain 9 | 26 juin 2013          |

### Sword Art Offline Extra Edition(OAV)
| No    | Titre en français               | Titre original                                                             | Date de 1re diffusion |
| ----- | ------------------------------- | -------------------------------------------------------------------------- | --------------------- |
| Extra | Sword Art Offline Extra Edition | そーどあーと・おふらいん Extra Edition Sōdo Āto Ofurain Ekusutora Edisshon | 23 avril 2014         |

### Sword Art Offline 2(OAV)
| No | Titre en français       | Titre original / Japonais                              | Date de Sortie1re diffusion |
| -- | ----------------------- | ------------------------------------------------------ | --------------------------- |
| 1  | Sword Art Offline Two 1 | そーどあーと・おふらいん つー 1 Sōdo Āto Ofurain Tsū 1 | 22 octobre 2014             |
| 2  | Sword Art Offline Two 2 | そーどあーと・おふらいん つー 2 Sōdo Āto Ofurain Tsū 2 | 26 novembre 2014            |
| 3  | Sword Art Offline Two 3 | そーどあーと・おふらいん つー 3 Sōdo Āto Ofurain Tsū 3 | 24 décembre 2014            |
| 4  | Sword Art Offline Two 4 | そーどあーと・おふらいん つー 4 Sōdo Āto Ofurain Tsū 4 | 28 janvier 2015             |
| 5  | Sword Art Offline Two 5 | そーどあーと・おふらいん つー 5 Sōdo Āto Ofurain Tsū 5 | 25 février 2015             |
| 6  | Sword Art Offline Two 6 | そーどあーと・おふらいん つー 6 Sōdo Āto Ofurain Tsū 6 | 25 mars 2015                |
| 7  | Sword Art Offline Two 7 | そーどあーと・おふらいん つー 7 Sōdo Āto Ofurain Tsū 7 | 22 avril 2015               |
| 8  | Sword Art Offline Two 8 | そーどあーと・おふらいん つー 8 Sōdo Āto Ofurain Tsū 8 | 27 mai 2015                 |

### Annotations
1. ↑  Sword Art Online est programmée pour la nuit du 7 juillet 2012 à 24 h 0, soit le 8 juillet à 0 h JST.
2. ↑  Sword Art Online: Alicization est programmée pour la nuit du 6 octobre 2018 à 24 h 0, soit le 7 octobre à 0 h JST.
3. ↑  L'épisode récapitulatif Reflection est programmé pour la nuit du 5 octobre 2019 à 24 h 0, soit le 6 octobre à 0 h JST.
4. 1 2 3  Sword Art Online: Alicization - War of Underworld est programmée pour la nuit du 12 octobre 2019 à 24 h 0, soit le 13 octobre à 0 h JST.
5. ↑  L'épisode récapitulatif Reminiscence est programmé pour la nuit du 4 juillet 2020 à 24 h 0, soit le 5 juillet 2020 à 0 h JST.
6. 1 2  Sword Art Online: Alicization - War of Underworld - Last Season est programmée pour la nuit du 11 juillet 2020 à 24 h 0, soit le 12 juillet à 0 h JST[3],[4].

### Sources
1. ↑  (ja) « 「SAO」体感型展示イベントの京都開催が決定！京まふでチケットを先行販売 », sur natalie.mu,‎ 10 septembre 2019 (consulté le 28 septembre 2019)
2. ↑  (en) Rafael Antonio Pineda, « Sword Art Online: Alicization - War of Underworld Anime Premieres on October 12 », sur Anime News Network, 10 septembre 2019 (consulté le 28 septembre 2019)
3. ↑  (en) Rafael Antonio Pineda, « Sword Art Online: Alicization War of Underworld Part 2 Anime Debuts on July 11 After COVID-19 Delay : Delayed from original April 25 premiere date », sur Anime News Network, 10 juin 2020 (consulté le 10 juin 2020)
4. ↑  (ja) « 「SAO アリシゼーション WoU」最終章の放送開始日が決定、1stクール総集編も », sur natalie.mu,‎ 10 juin 2020 (consulté le 10 juin 2020)